# محوطه حق سور
محوطه حق سور مربوط به دوره اشکانیان است و در شهرستان خرم‌آباد، بخش پاپی، دهستان کشور، ۶۰۰ متری جنوب روستای حق سور واقع شده و این اثر در تاریخ ۲۸ اسفند ۱۳۸۵ با شمارهٔ ثبت ۱۸۵۸۱ به‌عنوان یکی از آثار ملی ایران به ثبت رسیده است.